# Zhushan (Jingdezhen)
Der Stadtbezirk Zhushan (chinesisch 珠山区, Pinyin Zhūshān Qū) ist ein Stadtbezirk in der chinesischen Provinz Jiangxi. Er gehört zum Verwaltungsgebiet der bezirksfreien Stadt Jingdezhen. Er hat eine Fläche von 31 km² und zählt 281.358 Einwohner (Stand: Zensus 2010). Er ist Zentrum und Sitz der Stadtregierung von Jingdezhen.

## Administrative Gliederung
Auf Gemeindeebene setzt sich der Stadtbezirk aus neun Straßenvierteln zusammen. 